# 查菲号驱逐舰
查菲号驱逐舰（USS Chafee (DDG-90)）是美国海军阿利·伯克级驱逐舰的第四十艘，以美国海军部长约翰·查菲命名。
查菲号驱逐舰于2001年4月12日在缅因州巴斯的巴斯钢铁厂安放龙骨，2002年11月2日下水，2003年10月18日服役。